# Place Carnot (Nancy)
Pour les articles homonymes, voir Place Carnot.
La place Carnot est une voie de la commune française de Nancy.

## Situation et accès
Située au nord-ouest du centre-ville, et précédant le cours Léopold, elle est longue de 160 mètres pour une largeur de 125 mètres.
On y trouve un parking souterrain de 371 places. Sa capacité doit être portée à 600 places à l'horizon 2028/2032.
C'est sur cette place que se déroulent :
- la Foire de Nancy, en avril.
- les spectacles de cirque.

## Origine du nom
Elle porte le nom du président Sadi Carnot, né en 1837 à Limoges et assassiné en 1894 à Lyon.

## Historique

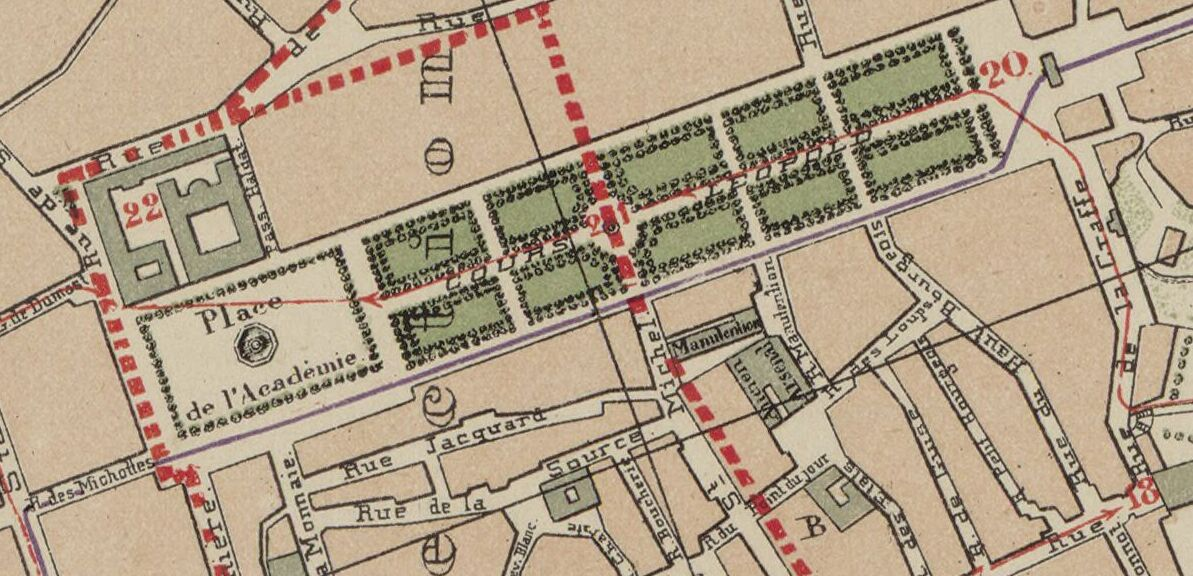
En 1884, le N°22 représente les bâtiments de la faculté. La place Carnot s'appelait alors « place de l'Académie ».

Cette place a été créée, de 1768 à 1774, sur l'emplacement des bastions des Michottes et de Salm et des fossés des anciennes fortifications de Nancy. Elle s'est appelée « Grande place de Grève » en 1770, puis « place de la Liberté » en 1793, « place de Grève » en 1794, « place de l'Académie » en 1867 avant de prendre sa dénomination actuelle par décret du 13 septembre 1895.

## Bâtiments remarquables et lieux de mémoire
- Palais de l'université de Nancy.
- Bibliothèque universitaire de droit et sciences économiques de Nancy
- Un obélisque située entre la place et le cours Léopold rend hommage au président Sadi Carnot.

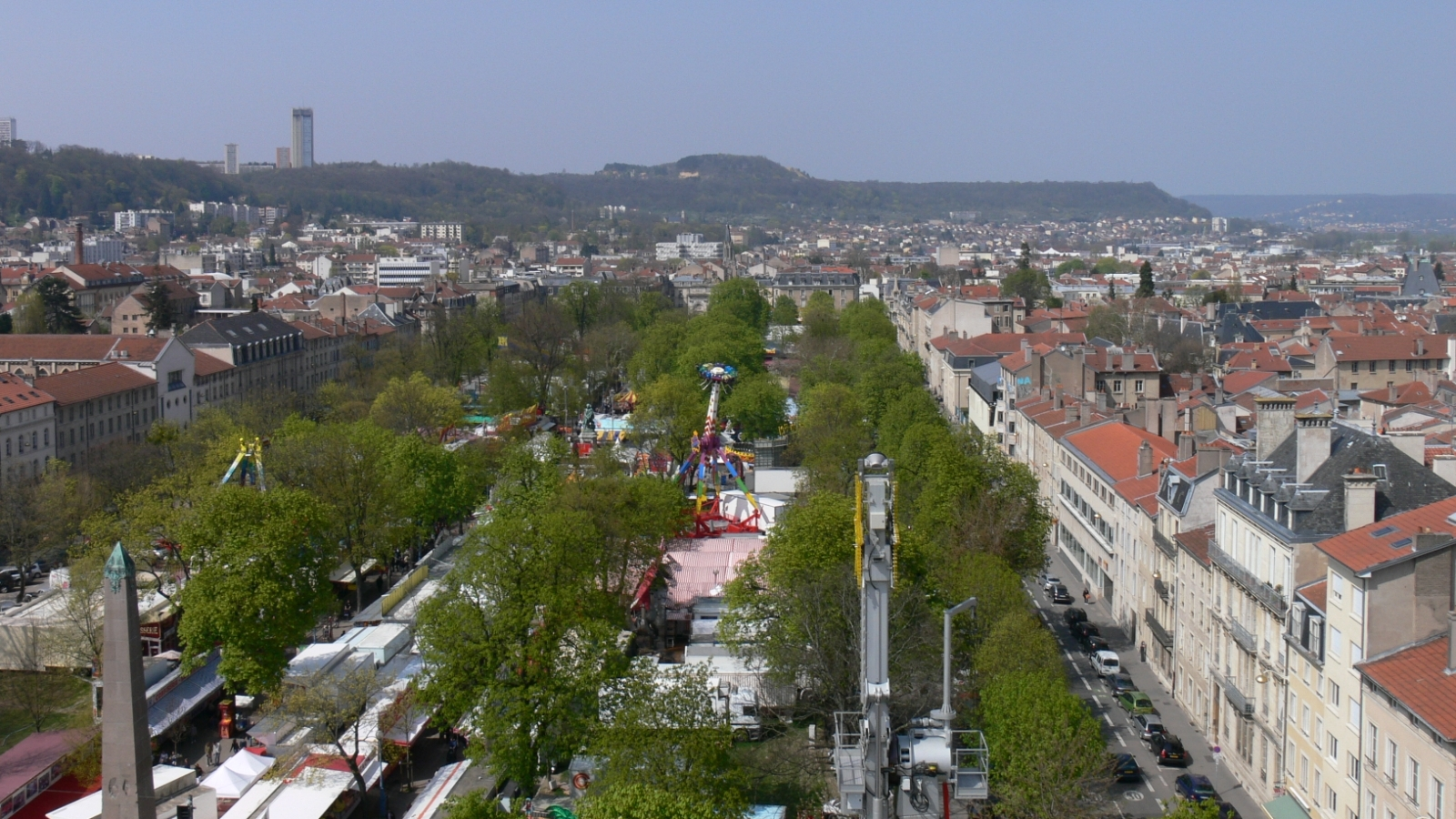
La foire de Nancy
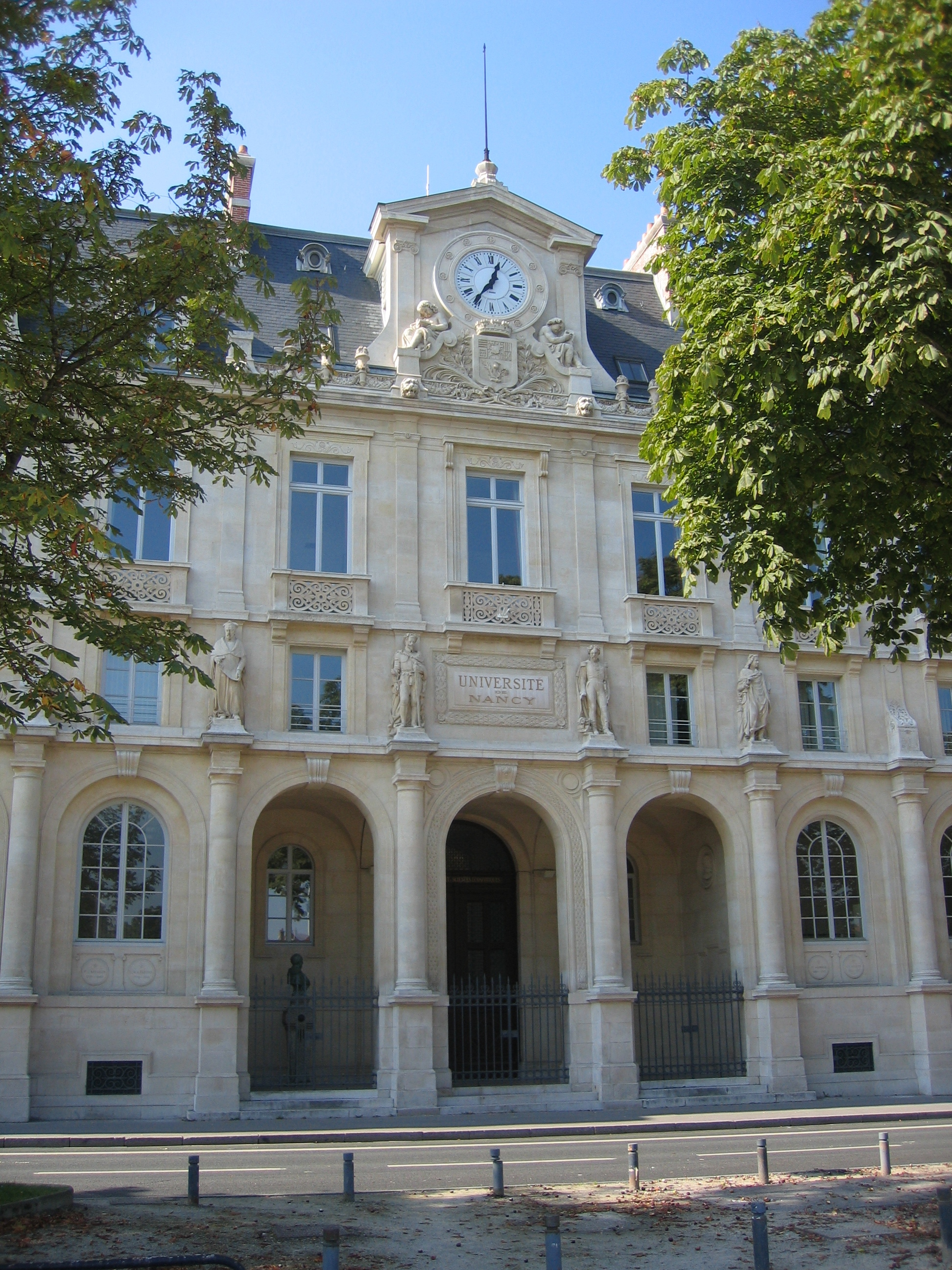
Palais de l'université de Nancy
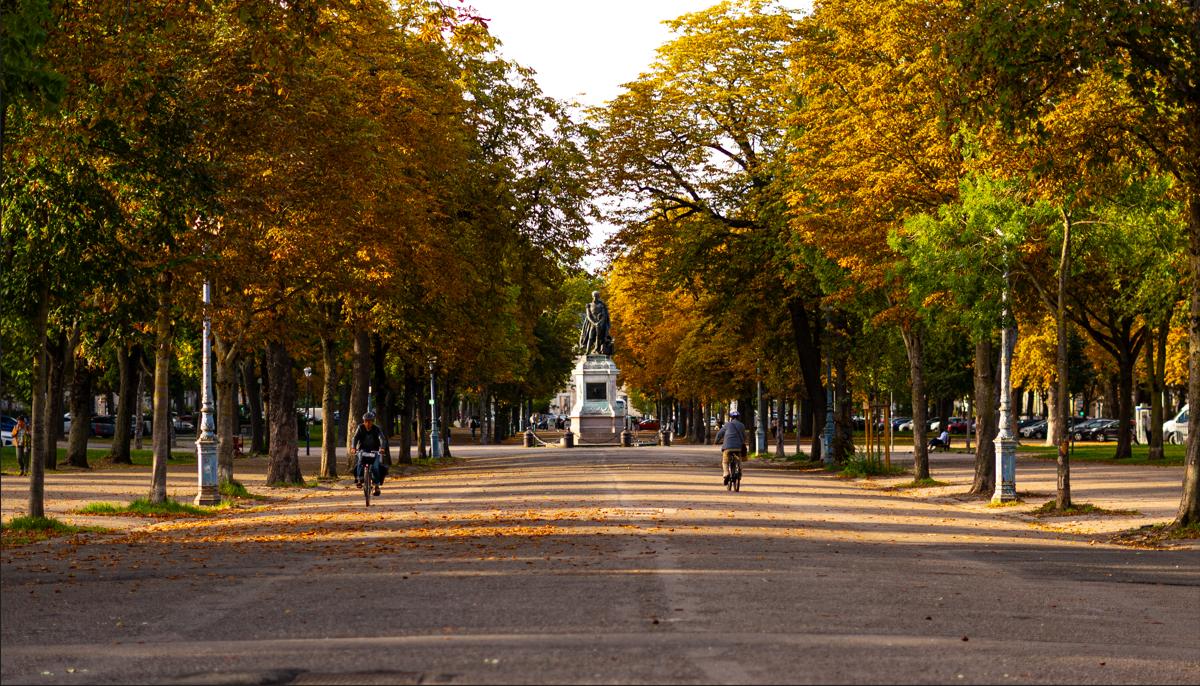
La place en automne.